# Franz Ebert (Sänger)
Franz Ebert (* um 1870 in Aschaffenburg; † nach 1902) war ein deutscher Jurist und Sänger (Bass).

## Leben
Ebert bezog zuerst die Universität München, um hier wie in Würzburg Jura zu studieren. Nachdem er 1897 promoviert worden war, praktizierte er zuerst bei einem Rechtsanwalt in München (1897–1899), bis er sich beurlauben ließ, um sich der Künstlerlaufbahn zuzuwenden. Seinen ersten Musikunterricht erhielt er in der städtischen Musikschule zu Aschaffenburg, wo er schon als Schüler in Konzerten mit Erfolg als Sänger auftrat. Später besuchte er die königliche Musikschule in Würzburg, machte dann mehrjährige Tonbildungsstudien in München und sang 1899 am Hoftheater daselbst Probe. Musikdirektor Heinrich Porges empfahl ihn nach Bayreuth, und als man ihn dort gehört hatte, wurde er in die sogenannte Wagnerschule aufgenommen und bei den Bühnenfestspielen (1899) in den fünf Meistersinger-Aufführungen mit der kleinen Partie des „Hans Schwarz“ betraut. 1900 trat Ebert nach erfolgreichem Probesingen als Bassist in den Verband des Hoftheaters in Stuttgart, wo er als „Ruggiero“ debütierte und auch in Rollen wie „Sarastro“ auftrat.
Über seinen Lebensweg nach 1902 ist nichts bekannt.